# Copelatus biswasi
Copelatus biswasi là một loài bọ cánh cứng trong họ Bọ nước. Loài này được Mukherjee & Sengupta miêu tả khoa học năm 1986.